# Ingrid Alexandra von Norwegen

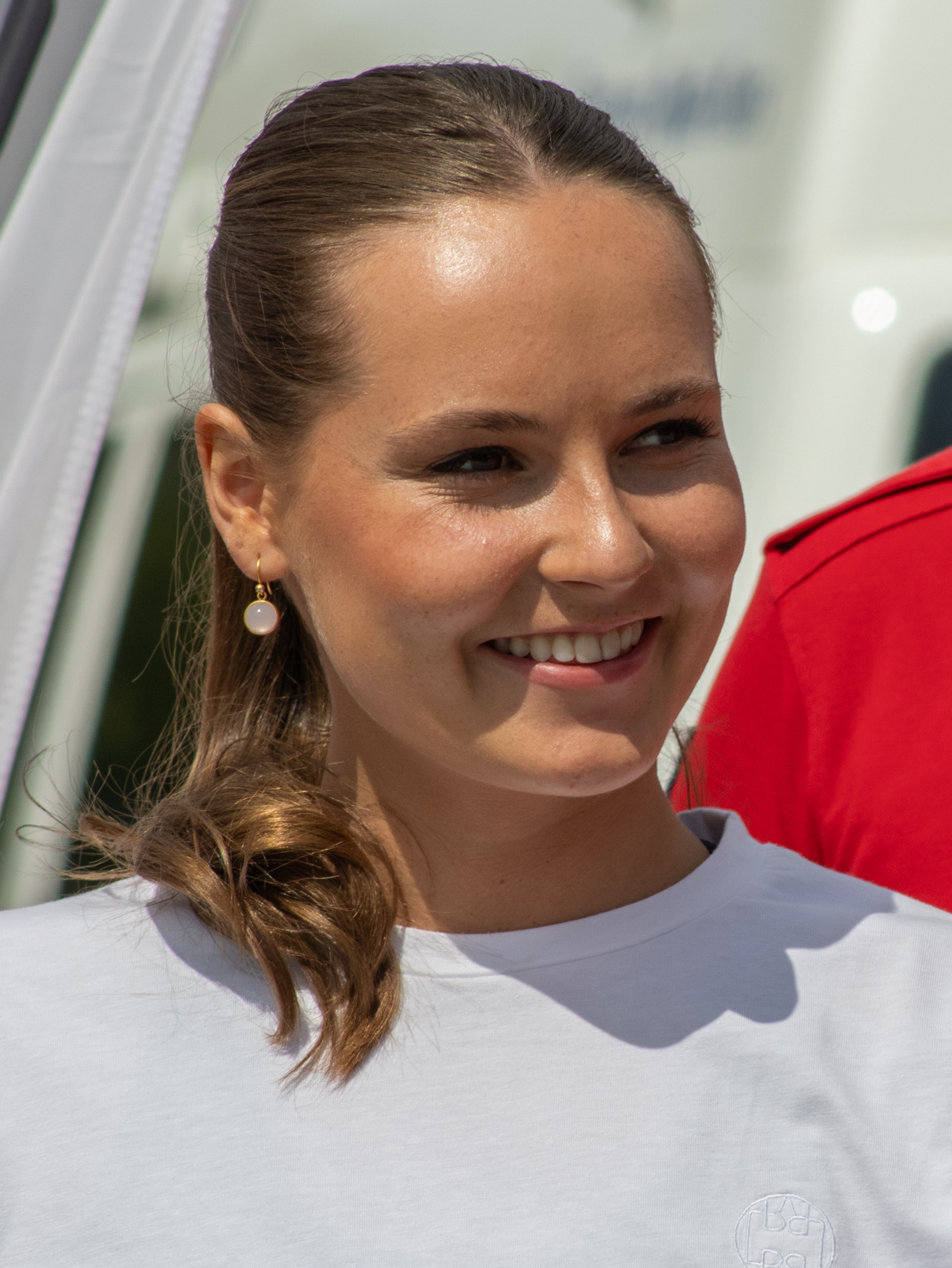
Prinzessin Ingrid Alexandra (2025)

Prinzessin Ingrid Alexandra von Norwegen (* 21. Januar 2004 in Oslo) ist die Tochter des norwegischen Kronprinzen Haakon und seiner Ehefrau Kronprinzessin Mette-Marit und steht als Erstgeborene an zweiter Stelle der Thronfolge nach ihrem Vater. Sie ist ein Mitglied des Hauses Schleswig-Holstein-Sonderburg-Glücksburg, einer Nebenlinie des Hauses Oldenburg.

## Leben
Prinzessin Ingrid Alexandra wurde am 21. Januar 2004 im Rikshospitalet in Oslo geboren und ist das erste gemeinsame Kind von Kronprinz Haakon Magnus und Kronprinzessin Mette-Marit von Norwegen. Ihr Bruder, Prinz Sverre Magnus von Norwegen, wurde am 3. Dezember 2005 geboren. Die Prinzessin hat ferner einen Halbbruder, Marius Borg Høiby (* 13. Januar 1997), aus einer vorherigen Beziehung von Mette-Marit.
Die Prinzessin wurde nach der Großmutter von Mette-Marit und nach Königin Ingrid von Dänemark (1910–2000) benannt. Der zweite Name Alexandra wurde gewählt, weil König Olav V. von Norwegen (1903–1991) ursprünglich Prinz Alexander von Dänemark hieß.
Ingrid Alexandra wurde am 17. April 2004 in der Schlosskirche des Königlichen Schlosses in Oslo von Bischof Gunnar Stålsett getauft. Ihre Paten sind ihr Großvater König Harald V. von Norwegen, König Frederik X. von Dänemark, Kronprinzessin Victoria von Schweden, König Felipe von Spanien, Prinzessin Märtha Louise von Norwegen und ihre Großmutter Marit Tjessem.
Die Prinzessin wuchs auf dem Gut Skaugum in Asker auf. Sie besuchte ab 2006 einen öffentlichen Kindergarten und ab 2010 eine öffentliche Grundschule in Asker, da ihre Eltern großen Wert darauf legten, ihre Kinder wie bürgerliche Kinder aufwachsen zu lassen. Von 2014 bis 2019 besuchte Prinzessin Ingrid Alexandra die internationale Privatschule Oslo International School in Bekkestua, gefolgt von einem Jahr an der Uranienborg-Schule in Oslo. Am 31. August 2019 wurde Ingrid Alexandra in der Osloer Schlosskapelle durch Bischöfin Kari Veiteberg konfirmiert.
Im August 2020 wechselte sie auf die Elvebakken-Oberschule in Oslo. Im Juli 2025 nahm sie ein Studium in internationalen Beziehungen und politischer Ökonomie in Sydney auf.

## Repräsentative Aufgaben
Prinzessin Ingrid Alexandra nimmt bereits einige öffentliche Verpflichtungen wahr. Dazu gehören die Begrüßung des traditionellen Kinderumzuges am norwegischen Nationalfeiertag, dem 17. Mai, vom Balkon des Königlichen Schlosses, und die Repräsentation der Königsfamilie bei sportlichen Veranstaltungen wie dem Skispringen auf dem Holmenkollen.

## Norwegische Thronfolge
Die Prinzessin nimmt hinter ihrem Vater Haakon den zweiten Platz in der norwegischen Thronfolge ein. Dies wurde möglich, da 1991 eine Gesetzesänderung verabschiedet wurde, die die bisher rein männliche Thronfolge auch auf erstgeborene weibliche Nachkommen erweiterte. Ingrid Alexandra könnte die erste Königin von Norwegen als Staatsoberhaupt werden.

## Britische Thronfolge
Auch in der britischen Thronfolge ist Prinzessin Ingrid Alexandra vertreten. Durch ihre Ururgroßmutter, Königin Maud (1869–1938), geborene Prinzessin von Großbritannien und Irland, steht sie dort (2020) auf dem 86. Rang – hinter ihrem jüngeren Bruder, Sverre Magnus und ihrem Vater Haakon.

## Orden und Ehrungen
- Großkreuz mit Collane des Sankt-Olav-Ordens (2022)[4]
- Elefanten-Orden (2022)

## Vorfahren
| Ahnentafel Ingrid Alexandra von Norwegen | Ahnentafel Ingrid Alexandra von Norwegen                                                       | Ahnentafel Ingrid Alexandra von Norwegen                                                                                  | Ahnentafel Ingrid Alexandra von Norwegen                                           | Ahnentafel Ingrid Alexandra von Norwegen                                       | Ahnentafel Ingrid Alexandra von Norwegen                            | Ahnentafel Ingrid Alexandra von Norwegen                               | Ahnentafel Ingrid Alexandra von Norwegen                                         | Ahnentafel Ingrid Alexandra von Norwegen                                 |
| ---------------------------------------- | ---------------------------------------------------------------------------------------------- | --- | ---------------------------------------------------------------------------------- | ------------------------------------------------------------------------------ | ------------------------------------------------------------------- | ---------------------------------------------------------------------- | -------------------------------------------------------------------------------- | ------------------------------------------------------------------------ |
| Ururgroßeltern                           | König Haakon VII. (1872–1957) ⚭ 1896 Prinzessin Maud von Großbritannien und Irland (1869–1938) | Prinz Carl von Schweden, Herzog von Westgotland (1861–1951) ⚭ 1897 Prinzessin Ingeborg Charlotte von Dänemark (1878–1958) | Halvor Haraldsen Olsbrygge (1854–1931) ⚭ 1879 Carethe Josefine Nielsen (1854–1939) | Johan Christian Ulrichsen (1861–1950) ⚭ 1887 Marie Berntine Hansen (1868–1958) | Kristian Olsen Høyby (1865–?) ⚭ Ellen Serine Bjørnsdatter           | Osmund Solvesen Tvedt (1858–1936) ⚭ 1891 Amalie Schjølberg (1858–1926) | Johannes Samuelson Tjessem (1857–1940) ⚭ 1893 Elisabet Tollaksdatter (1871–1942) | Tormod Torsteinsson Fosso (1861–1915) ⚭ 1889 Eli Olavsdotter (1866–1954) |
| Urgroßeltern                             | König Olav V. (1903–1991) ⚭ 1929 Prinzessin Märtha von Schweden (1901–1954)                    | König Olav V. (1903–1991) ⚭ 1929 Prinzessin Märtha von Schweden (1901–1954)                                               | Karl August Haraldsen (1889–1959) ⚭ 1920 Dagny Ulrichsen (1898–1994)               | Karl August Haraldsen (1889–1959) ⚭ 1920 Dagny Ulrichsen (1898–1994)           | Bjarne Høiby (1903–1971) ⚭ Ingrid Andrea Tvedt (1896–1978)          | Bjarne Høiby (1903–1971) ⚭ Ingrid Andrea Tvedt (1896–1978)             | Sverre Tjessem (1899–1966) ⚭ 1932 Brita Fosso (1904–1986)                        | Sverre Tjessem (1899–1966) ⚭ 1932 Brita Fosso (1904–1986)                |
| Großeltern                               | König Harald V. (* 1937) ⚭ 1968 Sonja Haraldsen (* 1937)                                       | König Harald V. (* 1937) ⚭ 1968 Sonja Haraldsen (* 1937)                                                                  | König Harald V. (* 1937) ⚭ 1968 Sonja Haraldsen (* 1937)                           | König Harald V. (* 1937) ⚭ 1968 Sonja Haraldsen (* 1937)                       | Sven Olaf Høiby (1936–2007) ⚭ 1960 Marit Tjessem (* 1938)           | Sven Olaf Høiby (1936–2007) ⚭ 1960 Marit Tjessem (* 1938)              | Sven Olaf Høiby (1936–2007) ⚭ 1960 Marit Tjessem (* 1938)                        | Sven Olaf Høiby (1936–2007) ⚭ 1960 Marit Tjessem (* 1938)                |
| Eltern                                   | Kronprinz Haakon (* 1973) ⚭ 2001 Mette-Marit Tjessem Høiby (* 1973)                            | Kronprinz Haakon (* 1973) ⚭ 2001 Mette-Marit Tjessem Høiby (* 1973)                                                       | Kronprinz Haakon (* 1973) ⚭ 2001 Mette-Marit Tjessem Høiby (* 1973)                | Kronprinz Haakon (* 1973) ⚭ 2001 Mette-Marit Tjessem Høiby (* 1973)            | Kronprinz Haakon (* 1973) ⚭ 2001 Mette-Marit Tjessem Høiby (* 1973) | Kronprinz Haakon (* 1973) ⚭ 2001 Mette-Marit Tjessem Høiby (* 1973)    | Kronprinz Haakon (* 1973) ⚭ 2001 Mette-Marit Tjessem Høiby (* 1973)              | Kronprinz Haakon (* 1973) ⚭ 2001 Mette-Marit Tjessem Høiby (* 1973)      |
| Prinzessin Ingrid Alexandra (* 2004)     |                                                                                                | |                                                                                    |                                                                                |                                                                     |                                                                        |                                                                                  |                                                                          |